# 潘岳雄

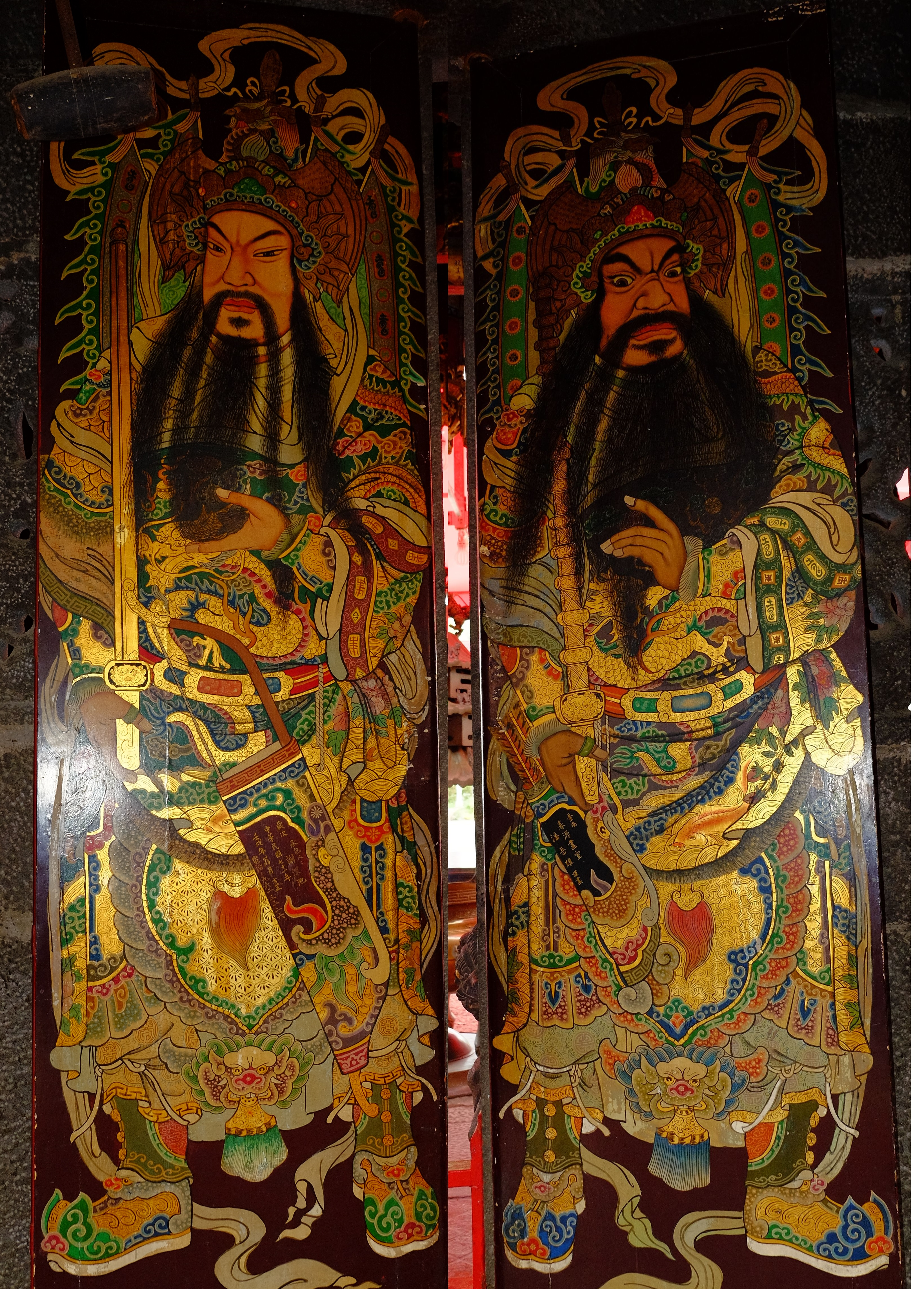
三重先嗇宮門神

潘岳雄（1943年—），臺灣畫師，出生於臺南，是臺南彩繪畫師潘氏後代，潘春源孫，潘麗水長子，一家三代都極為傑出；2003年獲得第十屆全球中華文化藝術薪傳民俗工藝獎，2013年獲臺南市政府登錄為彩繪技藝保存者，2021年並獲頒臺南市卓越市民，2022年榮獲「第11屆臺南文化獎」。其作品主要集中在臺南、高雄、屏東等地，北至基隆西至宜蘭也有作品蹤跡。

## 生平
潘岳雄自幼耳濡目染，一點就通，人物丹青都能上手；唸書時課餘隨父親潘麗水到廟宇，擔任幫手，潘岳雄從初中、高中時期便在課餘時隨父親潘麗水到各地擔任助手。1960年高中畢業後，也跟著安金箔、上色、彩繪樑柱等工作。潘麗水起稿，他則負責上色、安金箔。1966年他到美軍十三航空隊服務，即美國海軍福利社做美工設計，包括廣告企劃，或母親節、萬聖節、聖誕節的佈置工作。1977年美軍撤臺後，潘岳雄重新投入家族傳承的廟宇彩繪工作。潘岳雄回到廟宇彩繪工作，此時打定主意認真投入，白天和父親天南地北奔忙於各地廟宇，晚間則不斷臨摩，思考和構圖。
1973年到1975年，在門神畫作方面大多是由潘麗水起稿，經潘岳雄上色後，再由潘麗水進行開面、畫鬍鬚等最後修飾。到了1976年，潘岳雄正式出師，獨立承攬業務。其獨立完成的首作為臺南法華寺的門神（1977年）。
父親潘麗水作品極多，畫風典雅生動，靈活飄逸，潘岳雄認為臺灣藝師無人能出其右，他也超越不了父親；但是父親的叮囑，「壁畫、樑枋畫要雅氣，門神彩繪要華麗」，還有投身工作專注不認輸的精神，他都謹記在心。1977年潘麗水承做法華寺彩繪工程，門神五門落款潘岳雄，這是父親認可兒子實力，對外宣稱有子克紹箕裘，滿意之情盡表於此。
父子一直攜手共同工作，隨著父親年邁，潘岳雄工作也愈來愈吃重，1985年父親身體大不如前，潘岳雄獨力撐起彩繪工作。他的畫風兼具典雅與沈穩厚重美感，作品分佈於全國，如臺南五妃廟、關帝廳、鹿耳門天后宮、風神廟、三官廟、保安宮、高雄三鳳宮、屏東媽祖廟、傳藝文昌祠等。2008年南投松柏嶺受天宮邀請全國5位藝師一起彩繪5對正殿門神，彼此輝映，潘岳雄負責「納珍天尊」和「利市仙官」，和眾藝師一起作畫，挑戰很大，是記憶最深的作品之一。其父潘麗水去世（1995年）後，他除了繼續從事廟宇彩繪，也傳藝授徒迄今。
2000年起，為了傳承廟宇彩繪技法，潘岳雄受邀在建業中學和崑山中學教授彩繪課程；2004年在樹德科大以兼任教授級專業技術人員，任教於建築與古蹟維護系；2012年也在臺南藝術大學同樣以兼任教授級專業技術人員任教。2007年開始的「臺灣傳統寺廟彩繪－潘氏彩繪技法研習教學」，至今10多年沒有間斷；他一生在彩繪和教學工作上奮進，不負潘氏三代傳承之名。

## 作品
潘岳雄較具規模的作品可在以下廟宇中見到(依據田野調查及匠師口訪)：

#### 臺南市
- 臺南三官殿：1994年，重繪門神、樑枋
- 臺南玉井北極殿：1984年，1993年重繪
- 臺南八吉境五帝廟：1984年，修潘麗水門神、樑枋新繪
- 臺南關帝殿：1971年，1988年重繪
- 臺南法華寺：1977年
- 臺南仁德北保仔保生宮：1979年

#### 高雄市
- 高雄市旗山區竹峰寺：2006年，門神
- 高雄市旗山區竹峰寺：1994年，門神、樑枋、壁畫
- 高雄市鼓山區哈瑪星代天宮：1989年，壁畫、樑枋
- 高雄市大寮區代天府：1981年，門神、樑枋；2002，樑枋

#### 新北市
- 三峽行修宮：2010年，樑枋
- 林口區竹林山觀音寺：2003年，媽祖樓、門神
- 新莊區新莊慈祐宮：2001年，樑枋
- 貢寮區澳底慶安宮：1990年，門神、樑枋
- 三重先嗇宮：1982年，門神；1987年，樑枋

#### 新竹市
- 新竹長和宮：1999~2000年，門神、樑枋